# Paus Marcellus II
Paus Marcellus II, geboren als Marcello Cervini (Montepulciano bij Ancona, 6 mei 1501 - Rome, 1 mei 1555) werd op 9 april 1555 gekozen tot paus tijdens een vier dagen durend conclaaf. Hij stierf al na een pontificaat van 22 dagen, waarschijnlijk als gevolg van een nierkwaal. Hij was tot nu toe de laatste paus die zijn doopnaam aanhield als pausnaam.
Marcellus studeerde aan de universiteit van Siena architectuur, astronomie en wiskunde. Hij werd op 19 december 1539 door paus Paulus III tot kardinaal gecreëerd. Hij was daarvoor reeds bisschop van Nicastro. Hij werd echter pas tot bisschop gewijd na zijn pausverkiezing. Vanwege zijn opleiding werd Marcello Cervini bibliothecaris van de Vaticaanse Bibliotheek. Vanaf 1545 nam hij deel aan het Concilie van Trente; hij fungeerde als een van de voorzitters.
Zijn naam is onlosmakelijk verbonden aan de Missa Papae Marcelli, die Giovanni Pierluigi da Palestrina te zijner ere gecomponeerd zou hebben.
Hij was de oom van de H. Robertus Bellarminus SJ.